# 兴义楠
兴义楠（学名：Phoebe neurantha var. cavaleriei）为樟科楠属下的一个变种。

## 扩展阅读
- 維基物種上的相關：兴义楠